# マイケル・ジャクソン 愛と哀しみの真実
マイケル・ジャクソン 愛と哀しみの真実（マイケル・ジャクソン あいとかなしみのしんじつ）は、2009年12月16日に日本テレビ系列で19:56 - 21:54（JST）に放送された、マイケル・ジャクソンのドキュメンタリー番組。

## 概要
2009年6月25日、マイケルは突然の死を遂げてしまう。日本テレビでは追悼番組としてこの番組を制作することになり、マイケル・ジャクソンの1993年の性的虐待疑惑とその疑惑についての裁判（後のマイケル・ジャクソン裁判）を中心に、当時の関連人物とのインタビューを交えながら、当時の出来事を再現VTRで紹介するというものだった。
エンディングでは、マイケルの代表曲である『スリラー』のPV映像が流された。

## 出演者
- マイケル・ジャクソン：カーロ・ライリー（吹き替え：白鳥哲）

- ナレーション：宮迫博之

### インタビュアー
- 小松成美